# Vliegtuigbotsing Überlingen

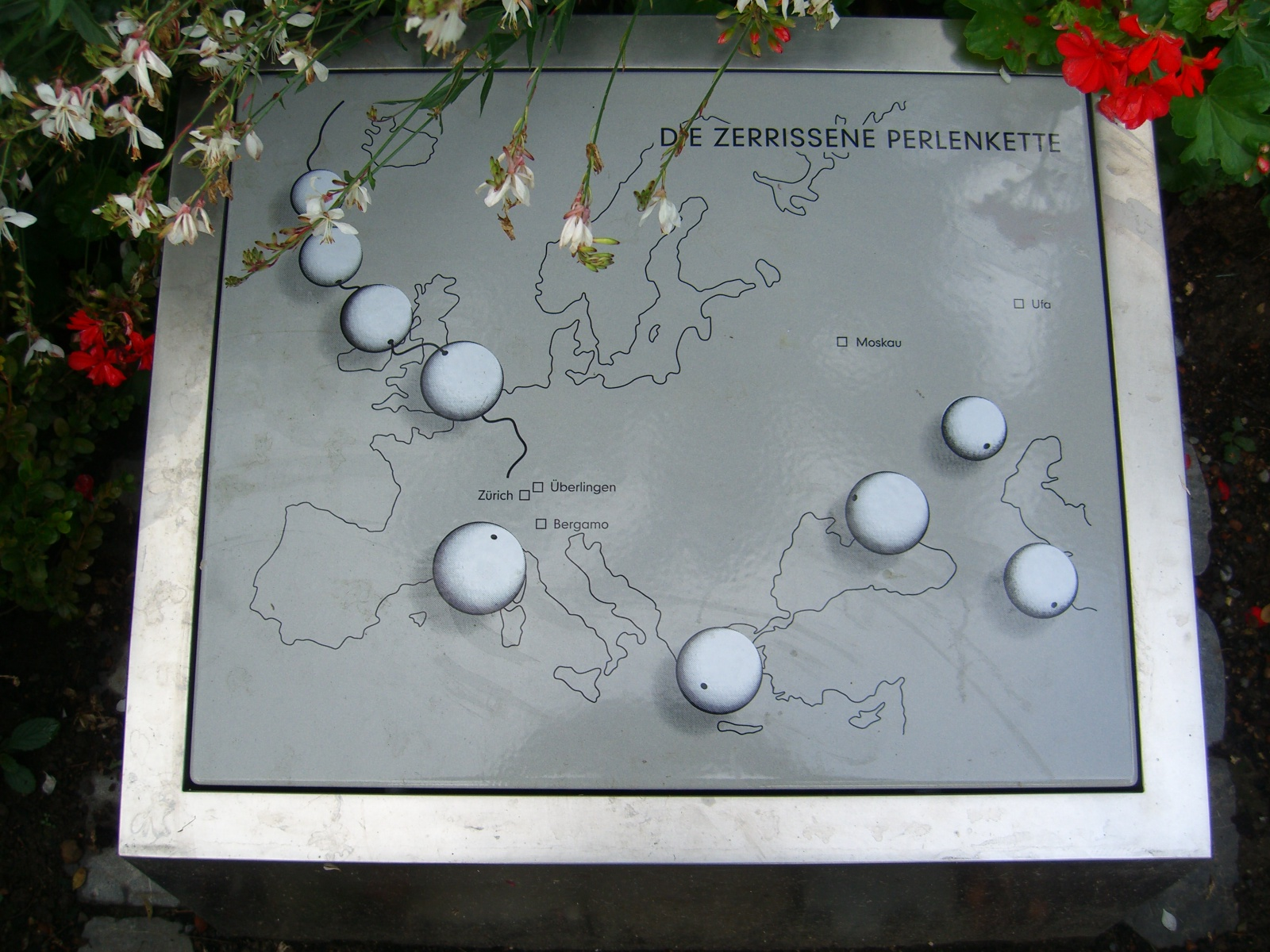
Gedenkplaquette „Die zerrissene Perlenkette“

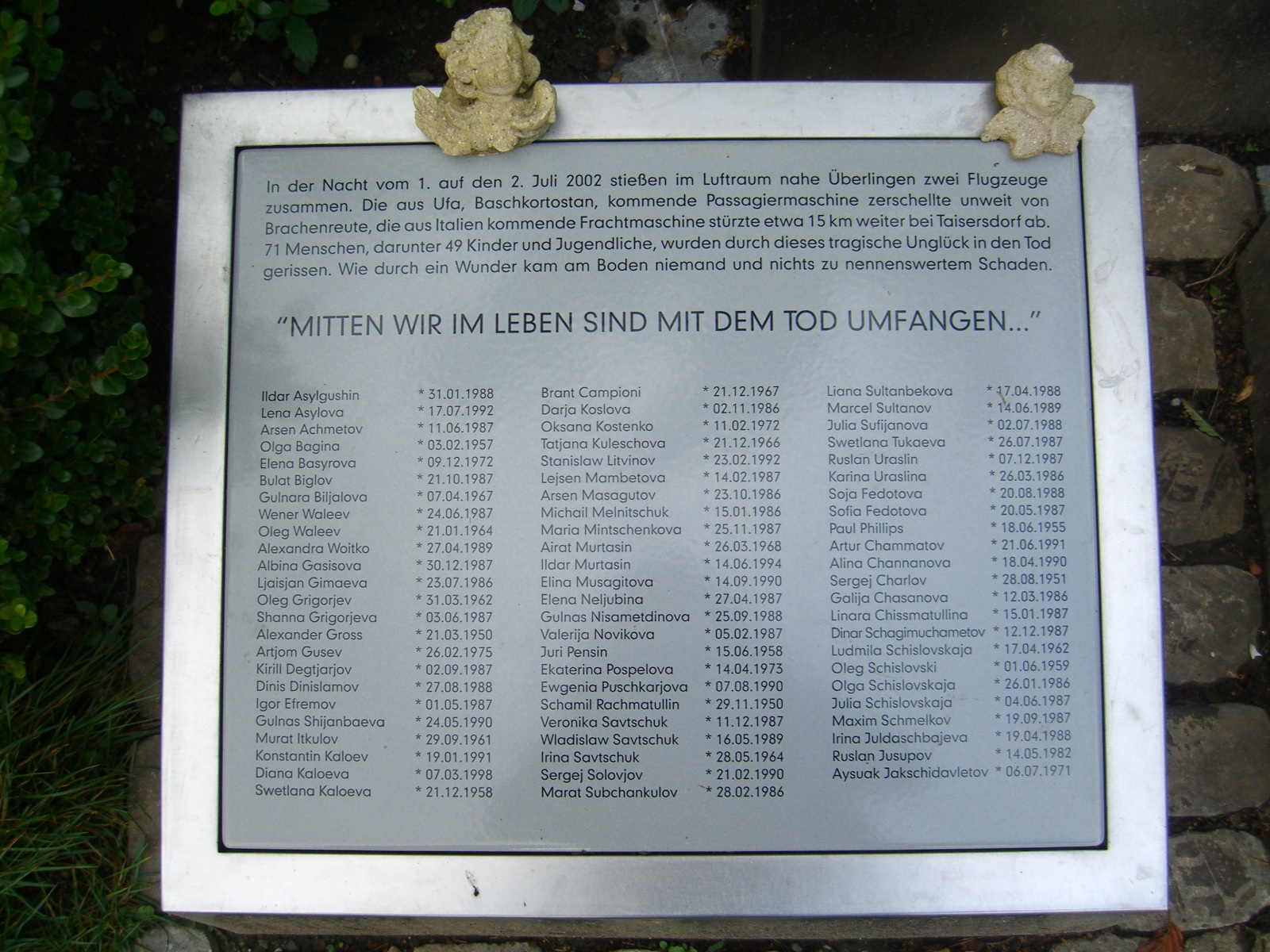
Gedenkstèle

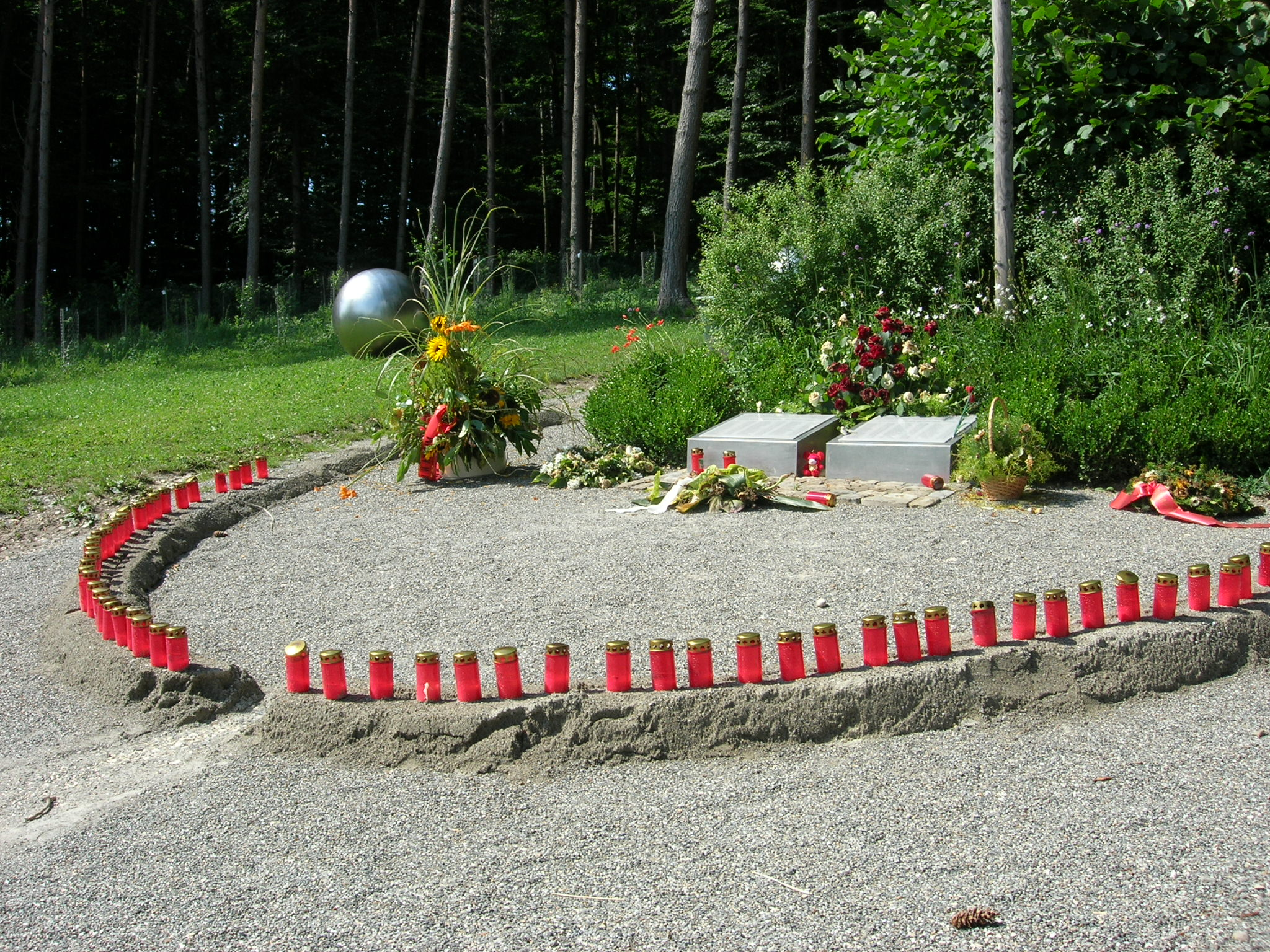
Gedenkplaats te Überlingen

De vliegtuigbotsing boven Überlingen is een vliegramp waarbij DHL Vlucht 611 en BAL Bashkirian Airlines Vlucht 2937 op de late avond van 1 juli 2002 boven Überlingen in Duitsland in botsing kwamen. Er vielen 71 doden. Het was een van de ergste vliegrampen in de Duitse geschiedenis. De ramp had een grote nasleep en liet velen twijfelen aan de veiligheid van de huidige luchtverkeersleiding en antibotsingssystemen.

## De twee vluchten

### Bashkirian Airlines 2937
Vlucht 2937 was een chartervlucht van BAL Bashkirian Airlines, met 60 passagiers en negen bemanningsleden aan boord. 45 inzittenden waren Basjkierse kinderen, die op een reis waren naar de Costa Dorada te Spanje, voor het winnen van prijzen in landelijke wedstrijden. Deze kinderen en hun begeleiders kwamen voor een groot deel uit Oefa, Basjkirostan, van waar ze een trein namen naar Moskou. In Moskou werden de kinderen per ongeluk naar luchthaven Domodedovo gebracht, terwijl ze naar luchthaven Sjeremetjevo hadden gemoeten. De volgende dag had men een ander vliegtuig gecharterd dat van Domodedovo vertrok. Het vertrok rond 21:00 plaatselijke tijd. 
Er zaten vijf Russen in de cockpit van deze vlucht. De gezagvoerder was Alexander Mihailovitch Gross, de copiloot was Oleg Pavlovitch Gregoriev. Gregoriev was de belangrijkste piloot van de maatschappij, maar hij vloog als copiloot mee om het vliegwerk van Gross te beoordelen. De originele copiloot was Murat Ahatovich Itkulov, die echter wel meevloog aangezien hij binnenkort gezagvoerder zou worden en de bemanning ook zijn mening wilde horen over het vliegen. Verder was er nog een ervaren navigator aanwezig in de cockpit, Sergei Kharlov, en er was een boordwerktuigkundige. 

### DHL Vlucht 611
Vlucht 611, die rond 23:00 vertrok, was een goederenvlucht van Bahrein naar Brussel-Zaventem, met een stop in Bergamo. De gezagvoerder was Paul Phillips en de copiloot was Brant Camprioni. Deze zaten al vanaf Bahrein in dit vliegtuig.

Toen het vliegtuig in het luchtruim van de luchtverkeersleiding van Zürich bevond, nam Phillips contact op. Hij meldde dat hij op 26000 voet zat. De luchtverkeersleiding droeg hem op naar 32000 voet te klimmen, hij wilde echter naar 36000 voet om efficiënter brandstof te gebruiken, dit werd goedgekeurd. 

## Het incident
Beide vluchten vlogen op 36000 voet hoogte (Vliegniveau 360) recht op elkaar af. Hoewel ze zich boven Duitsland bevonden werden ze door een Zwitserse luchtverkeersleiding "Skyguide" in Zürich begeleid. 
Op dit moment waren er twee luchtverkeersleiders aan het werk in het betreffende gebied. Een van de luchtverkeersleiders ging even uitrusten, iets wat vaak voorkomt bij luchtverkeersleiders. Peter Nielsen, de andere luchtverkeersleider, had nu twee schermen, enkele meters van elkaar verwijderd, die hij in de gaten moest houden. Zonder dat Nielsen hiervan op de hoogte was, werd er op dat moment bovendien onderhoud aan de radar uitgevoerd, waardoor de radarbeelden zich langzamer actualiseerden en er geen waarschuwing werd gegeven als twee vliegtuigen elkaar te dicht naderden. Ook de telefoon deed het hierdoor niet. 
In Karlsruhe zag een luchtverkeersleider wiens radar wel goed functioneerde ongeveer twee minuten voor de botsing dat er een botsing dreigde. Hij probeerde Nielsen te bellen, maar kreeg hem vanwege de niet-werkende telefoon niet te pakken.
Vanwege een vertraagde vlucht had Nielsen even al zijn aandacht nodig voor het radarscherm van zijn afwezige collega. Hij zag ongeveer een minuut voor de botsing op het andere scherm dat beide vliegtuigen recht op elkaar afvlogen. Hij droeg vlucht 2937 op om te dalen naar 35000 voet. Even later kreeg vlucht 2937 van TCAS (Traffic alert and Collision Avoidance System) opdracht te klimmen. Tegelijkertijd kreeg vlucht 611 van hun TCAS-systeem opdracht te dalen. Vlucht 611 meldde Nielsen dat ze een TCAS-instructie kregen om te dalen. Nielsen hoorde dit echter niet, omdat hij weer bezig was op het andere radarscherm. 
Aan boord van vlucht 2937 waren de piloten verward: het TCAS gaf hen opdracht te klimmen, terwijl Nielsen hen opdracht gaf te dalen. Uiteindelijk besloten ze om de opdracht van Nielsen op te volgen en te gaan dalen; nu waren beide vliegtuigen aan het dalen, maar met ongeveer dezelfde daalsnelheid en op (blijvend) dezelfde hoogte. De bemanning van vlucht 2937 probeerde in de donkere nacht vlucht 611 te vinden. Circa vijf seconden voor de botsing zagen ze hem en probeerden te klimmen. 
Het mocht echter niet baten. Om 23:35:32 botsten de twee vliegtuigen. De staart van de Boeing 757, vlucht 611, sneed de romp van de Tupolev Tu-154, vlucht 2937, doormidden. Vlucht 2937 explodeerde en kwam, onderweg geheel uiteenvallend, buiten Überlingen neer. Vlucht 611 miste 80% van de staart. De bemanning probeerde twee minuten lang om de controle van hun toestel terug te krijgen. Dit lukte echter niet; ook vlucht 611 stortte neer, zeven kilometer verderop, nabij Owingen.

## Redding en berging
Om 23:39 werd de alarmcentrale in Friedrichshafen geïnformeerd over verschillende kleine brandjes rondom Überlingen. Nog voor er groot alarm werd geslagen rukten er reddingsvoertuigen van de vrijwillige brandweer van Überlingen uit. Kort daarna rukten er verscheidene bluswagens van de brandweer van Owingen en Überlingen. Tot slot werden alle brandweerkorpsen in de omgeving gealarmeerd. 
Om 23:47 bereikte de centrale het bericht dat er een vliegtuig gecrasht was. Hierop werden er twee blushelikopters, tien ambulances twee ploegen reddingshonden en nog meer bluswagens. Om 00:25 werd de hulpdienst geïnformeerd, die zich meteen naar Überlingen begaf. Er was een bosbrand ontstaan in Owingen door de brandende Boeing (vlucht 611), die echter snel onder controle kon worden gekregen. 
Nu begon men tussen de wrakstukken naar overlevenden te zoeken. Dit werd echter moeilijker door het verbranden van de wrakstukken en de grote oppervlakte waarover de wrakstukken waren verspreid (ca. 30 km²). Er werden voor de redding vier reddingshelikopters ingezet. Tegen 01:45 uur werden de eerste acht doden geborgen. 
Tegen middernacht kon een speciaal voertuig 3500 liter niet-ontbrande kerosine uit de vleugels van de Tupolev pompen. Op 3 juli begon het schematisch bergen van de doden. Hiervoor werden de wrakstukken stuk voor stuk opgetild, waarna werd gekeken of er mensen in zaten. Door middel van DNA-identificatie konden alle lijken geïdentificeerd worden. Op 6 juli werden de laatste, gedeeltelijk zwaar verminkte lijken onder de wrakstukken uitgevist. Op 8 juli werd de zoektocht als voltooid verklaard.

## Onderzoek
De BFU (Duitse raad voor vliegveiligheid) maakte na het ongeluk een onderzoeksrapport, zoals dat gebruikelijk is in Duitsland na een vliegtuigongeval. Vooral de aanwezigheid van maar één luchtverkeersleider werd bekritiseerd door de BFU. Men wilde echter niet één partij schuldig bevinden. 

### Technische staat van de vliegtuigen
De vliegtuigen waren volgens de BFU in goede staat. Ze hadden beide een identiek TCAS-systeem dat naar behoren werkte. Beide bemanningen konden de luchtverkeersleider en elkaar horen, aangezien de transponders beide op de goede frequentie stonden.

### De luchtverkeersleiders
Op de avond van de botsing waren er drie luchtverkeersleiders aanwezig, waaronder Peter Nielsen. Dit aantal was geheel volgens de voorschriften. De tweede luchtverkeersleider was door een rustpauze tot de volgende ochtend niet op de werkvloer. De derde luchtverkeersleider was niet bezig met het bekijken van radarschermen, maar deed andere taken van luchtverkeersleiders. Nielsen moest dus nu twee radarschermen tegelijkertijd in de gaten houden, die enkele meters van elkaar verwijderd waren. Bovendien moest hij zich vooral bezighouden met het radarscherm van de luchthaven van Friedrichshafen, waar een vertraagd vliegtuig moest landen. Hij probeerde Friedrichshafen te bellen om dit vliegtuig aan hen over te dragen, maar dit lukte niet. Op het andere scherm kwamen vlucht 2937 en vlucht 611 steeds dichter bij elkaar, maar Nielsen zag dit niet, want de vlucht op het radarscherm "had veel aandacht nodig". Er waren overigens twee extra luchtverkeersleiders aanwezig vanwege werkzaamheden aan de radar, hiervan was Nielsen echter niet op de hoogte. 
Nielsen zag vlak voor de botsing de twee andere vliegtuigen, zag ineens de aankomende botsing en schrok (dit was af te leiden uit zijn woordkeuze en -toon waarop hij vlucht 2937 opdracht gaf te dalen)

### Waarschuwingssysteem op de grond voor botsingen
Door werkzaamheden was het waarschuwingssysteem voor botsingen niet beschikbaar. Er waren echter wel een andere luchtverkeersleider en een systeem-manager aanwezig, waar Nielsen assistentie van zou hebben kunnen krijgen als hij dat gevraagd had. Er zijn twee mogelijke verklaringen voor waarom hij dit niet deed: hij wist niet dat er extra luchtverkeersleiders aanwezig waren of hij dacht dat hij het alleen wel aan zou kunnen. 
Het waarschuwingssysteem voor botsingen werkte door werkzaamheden aan de radar niet, 32 seconden voor de botsing gaf het echter wel een waarschuwing, omdat de werkzaamheden toen net klaar waren. Het wordt echter betwijfeld of iemand deze waarschuwing gehoord heeft. 

### Uitval van het telefoonsysteem
Door de werkzaamheden deed het telefoonsysteem van Skyguide naar andere luchtverkeersleiders het niet. Nielsen dacht dat het andere telefoonsysteem wel ingeschakeld zou worden, maar dat was niet zo. Ten tijde van de botsing was het telefoonsysteem overigens allang weer klaar, maar werd niet ingeschakeld. Hierdoor kwam een waarschuwing van een andere luchtverkeersleider in Karlsruhe niet door. Deze luchtverkeersleider kreeg op zijn scherm een waarschuwing voor een potentiële botsing. Internationale regels verboden hem om rechtstreeks het woord te richten tot de piloten. 

### Onoplettendheid van de piloten
Vlucht 611 was als eerste het luchtruim van Skyguide binnengekomen. De piloten meldden bij het eerste contact hun hoogte. Vlucht 2937 had dit bericht kunnen horen en aan Skyguide kunnen vragen of ze soms op elkaar afvlogen. Dit deden ze echter niet. 
De TCAS-daalsnelheden van beide vliegtuigen waren niet zo groot als voorgeschreven was. Vlucht 611 zou 3000 voet per minuut moeten dalen, ze daalden echter maar 2400 voet per minuut. Vlucht 611 paste de nieuwe daalsnelheid niet toe, zodat de vliegtuigen elkaar 33 m lager kruisten dan zou moeten volgens het TCAS. Als vlucht 611 3000 voet per minuut was gedaald en vlucht 2937 zo gedaan had als hij deed, was de botsing waarschijnlijk niet gebeurd.

### TCAS
Het TCAS-systeem droeg vlucht 2937 eerst op, om te klimmen. Nielsen droeg de Tupolev echter op om te dalen. De piloten besloten Nielsens opdracht te volgen, en daalden. 
Dit kon meerdere oorzaken gehad hebben: De piloot van vlucht 2937 had niet veel ervaring met TCAS. Bovendien was er nergens een duidelijke regel over wat er gedaan moet worden als luchtverkeersleider en TCAS beide iets anders opdragen. Volgens een Russische onderzoeker kon het ook gelegen hebben aan de dringende stem van de luchtverkeersleider tegenover de computerstem die alleen maar "Climb! Climb! Climb!" zegt. 
Er is ook nog een andere factor die meegespeeld zou kunnen hebben: In het handboek van DHL (vlucht 611) stond dat TCAS altijd moet worden opgevolgd, wat de luchtverkeersleiding ook zegt. In het handboek van Bashkirian Airlines stond echter het advies om de opdrachten van de luchtverkeersleiding op te volgen - een tegenstrijdige TCAS-opdracht en een van de luchtverkeersleiding wordt daar echter niet genoemd. 
Na een bijna-ongeluk op 31 januari 2001 met twee Japan Airlines-vluchten met in totaal 677 mensen aan boord (opnieuw met precies dezelfde hoofdoorzaak) werd er een voorstel gedaan om het TCAS te veranderen: Als vliegtuig A door TCAS wordt opgedragen te dalen en gaat klimmen, kan vliegtuig B in plaats van vliegtuig A worden opgedragen te dalen. Deze wijziging werd echter niet doorgevoerd. In zo'n geval zou vlucht 611 vlak voor de botsing opdracht krijgen te klimmen, en de botsing zou waarschijnlijk niet zijn gebeurd.

## Monument
Op de plek van het ongeluk werd zowat drie jaar later, op 3 mei 2004, een monument onthuld voor de slachtoffers. Het was een afgebroken ketting, omdat Vitaly Kalojev zijn dochters ketting vond. Ook in Oefa, op de begraafplaats, is een monument onthuld. De grafstenen lijken enigszins op stoelen en de opstelling is ook enigszins gelijk. De grafsteen bevat een kleine foto van de gestorvene, evenals een kruis bij een christen of een halve maan bij een moslim. Op de achterkant van elke grafsteen is een korte tekst gegraveerd.

## Vitaly Kalojev
Nielsen, de luchtverkeersleider, werd op 24 februari 2004 doodgestoken door de architect Vitaly Kalojev, die zijn vrouw en twee kinderen verloor door het ongeluk. Hij werd aanvankelijk tot acht jaar gevangenisstraf veroordeeld, dit werd echter verminderd tot vijf jaar omdat Kalojev voor een deel ontoerekeningsvatbaar was. Op 7 november 2007 werd hij, na 2/3 van deze straf uitgezeten te hebben, vrijgelaten. Hij keerde meteen naar Rusland terug, waar hij als held werd ontvangen. Op 18 februari 2008 werd hij daar tot vice-minister voor architectuur benoemd.

## Air Crash Investigation/ Mayday
Air Crash Investigation reconstrueerde deze ramp in de aflevering Mid-air collision. (Aflevering 4, seizoen 2), en in een iets aangepaste versie nogmaals in serie 25.